# All You Ever Wanted
All You Ever Wanted è un singolo del cantautore britannico Rag'n'Bone Man  pubblicato il 29 gennaio 2021, primo estratto dal secondo album Life by Misadventure.

## Descrizione
Il singolo, scritto dal cantautore assieme a Ben Jackson-Cook, Mike Elizondo e Natalie Hemby, è il primo brano pubblicato dopo la collaborazione con Calvin Harris Giant. Il brano, influenzato dal pop rock, è un ricordo dell'artista dei luoghi che hanno accompagnato la sua infanzia:
«Mi sentivo triste guardando Brighton e Londra, dove sono cresciuto... ricordando tutti quei bei posti che non ci sono più»

## Video
Il video del singolo, diretto da Will Hooper, è stato distribuito il 29 gennaio 2021 sul canale YouTube del cantautore.

## Tracce
Testi e musiche di Ben Jackson-Cook, Mike Elizondo, Natalie Hemby, Rory Graham.
1. All You Ever Wanted – 3:06

## Classifiche

### Classifiche settimanali
| Classifica (2021) | Posizione massima |
| ----------------- | ----------------- |
| Belgio (Fiandre)  | 52                |
| Polonia           | 21                |
| Regno Unito       | 29                |

### Classifiche di fine anno
| Classifica (2021) | Posizione |
| ----------------- | --------- |
| Croazia           | 10        |